# Londyńska Szkoła Higieny i Medycyny Tropikalnej
Londyńska Szkoła Higieny i Medycyny Tropikalnej – zlokalizowana w Londynie uczelnia publiczna, specjalizująca się w dziedzinie zdrowia publicznego i medycyny tropikalnej. Założona została w 1899 roku przez Patricka Mansona, prekursora w dziedzinie medycyny tropikalnej i odkrywcy mechanizmu przenoszenia filariozy przez komary. Początkowo siedzibą szkoły był szpital dla marynarzy w londyńskich dokach. Obecnie szkoła stanowi integralną część Uniwersytetu Londyńskiego. Aktualny (2010– ) dyrektor szkoły, profesor Peter Piot, był w roku 1976 współodkrywcą wirusa gorączki krwotocznej Ebola
Uczelnia jest jedną z najbardziej prestiżowych uczelni na świecie w dziedzinie zdrowia publicznego i chorób zakaźnych, wysoko usytuowaną na krajowych i międzynarodowych listach rankingowych. Ogólny roczny budżet szkoły wynosił w roku akademickim 2009/2010 101,7 milionów funtów, z czego 62,5 miliona pochodziło z grantów i kontraktów.

## Działalność akademicka

### Wydziały
Wydział Epidemiologii i Zdrowia Populacjijest wiodącym ośrodkiem metodologicznym w zakresie badań nad lokalnymi i globalnymi zagadnieniami zdrowia. Wydział prowadzi wielodyscyplinarne badania epidemiologiczne oraz rozwija i upowszechnia narzędzia badawcze dla pozyskiwania, analizy i oceny danych. Na wydziale istnieją następujące zakłady:

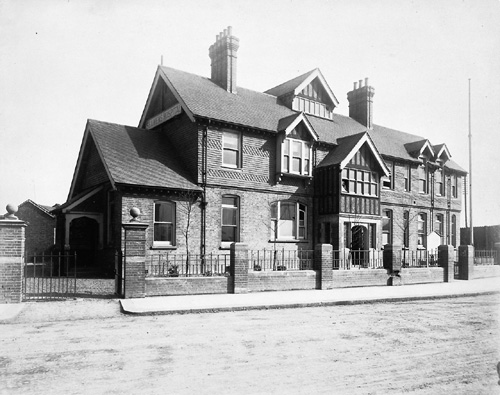
Szpital dla Marynarzy w Londynie, pierwsza siedziba Londyńskiej Szkoły Higieny i Medycyny Tropikalnej

- Zakład Epidemiologii Chorób Zakaźnych[8],
- Zakład Zdrowia Populacji[9],
- Zakład Statystyki Medycznej[10],
- Zakład Epidemiologii Chorób Niezakaźnych[11]

Wydział dysponuje ekspertyzą w następujących dziedzinach:
- Badania kliniczne,
- Analiza rutynowych danych statystycznych,
- Pośrednie metody badania umieralności w krajach rozwijających się,
- Prowadzenie i analiza danych obserwacyjnych,
- Projektowanie i ocena interwencji zdrowotnych.

Niektóre ośrodki badawcze afiliowane przy wydziale to:
- Centrum Malarii, które zatrudnia największą w Europie liczbę pracowników badawczych i studentów[13],
- Centrum Zdrowia Matki, Dziecka i Zagadnień Rozrodczości[14]
- Oddział Badań Klinicznych[15]
- Centrum Globalnych Zagadnień Zdrowia Psychicznego[16]
- Centrum Bloomsbury Epidemiologii i Statystyki w Genetyce[17]
- Międzynarodowe Centrum Badania Niepełnosprawności[18]
- Ośrodek Metodologii Statystyki[19]
- Centrum Historii Zdrowia Publicznego[20]
- Centrum Modeli Matematycznych Chorób Zakaźnych[21]
- Centrum Badań Leków i Zachowań Zdrowotnych[22]

Wydział Chorób Zakaźnych i Tropikalnychutworzony w 1997 roku, obejmuje całość badań laboratoryjnych prowadzonych w szkole, jak również zajmuje się aspektami klinicznymi i epidemiologicznymi chorób zakaźnych i tropikalnych.

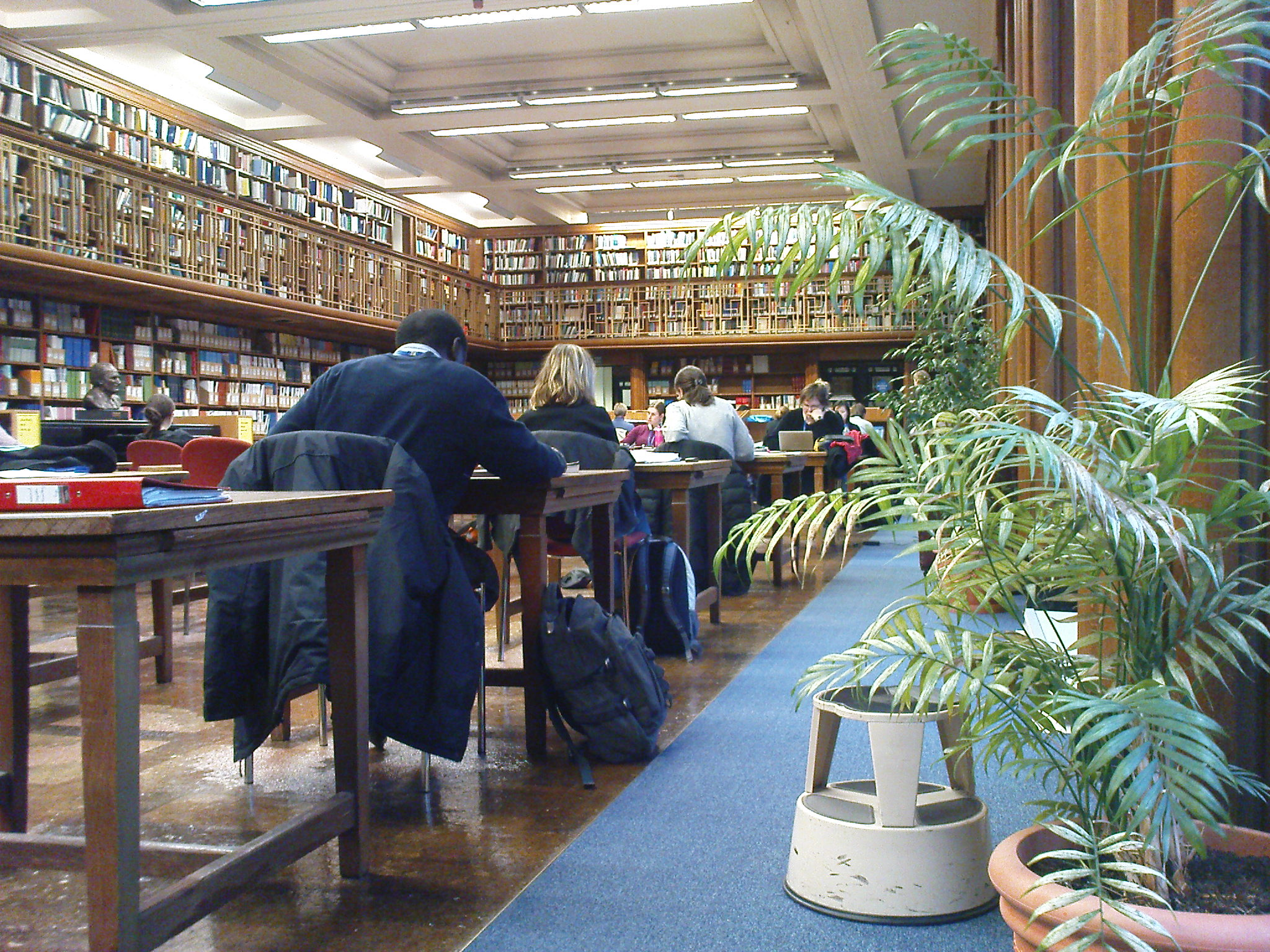
Biblioteka Londyńskiej Szkoły Higieny i Medycyny Tropikalnej

Główne kierunki badawcze wydziału obejmują:
- HIV/AIDS i inne choroby przenoszone drogą płciową,
- malaria i inne choroby zakaźne przenoszące się za pośrednictwem wektorów,
- gruźlica,
- przygotowanie i ocena szczepionek,
- biologia wektorów i zwalczanie wywoływanych przez nie chorób.

Wydział Zdrowia Publicznego i Polityki Zdrowotnejprowadzi badania, kształcenie i ekspertyzę w dziedzinie polityki zdrowotnej i systemów zdrowotnych w skali globalnej i lokalnej oraz czynników wpływających na zdrowie. Na wydziale prowadzona jest międzydyscyplinarna działalność badawcza i dydaktyczna w zakresie ekonomiki zdrowia i systemów zdrowotnych.
Szkoła prowadzi studia magisterskie i doktoranckie w zakresie zdrowia publicznego.